# Testify
Testify — седьмой студийный альбом британского певца и композитора Фила Коллинза. Выпущен 12 ноября 2002 года.
Testify стал последним альбомом Фила Коллинза, на котором представлен оригинальный музыкальный материал. Пластинка дебютировала на 30-й позиции музыкального чарта журнала Billboard, и эта позиция оказалась и самой высокой в чарте для альбома, что является антирекордом для Фила Коллинза — все его предыдущие альбомы добивались в чартах разных стран лучших результатов. Ни одной из композиций с данного альбома не удалось попасть в American Top 40 Singles Chart. В Великобритании альбому также не удалось пробиться на высокие позиции в чартах.
Однако в континентальной Европе альбом Testify имел гораздо больший успех.
Гастрольный тур First Final Farewell Tour в поддержку альбома также оказался довольно успешным.
Альбом Мит Лоуфа Couldn’t Have Said It Better должен был первоначально называться Testify, но был переименован из-за ожидания выхода альбома Testify Фила Коллинза.

## Список композиций
Слова и музыка всех песен Фила Коллинза (кроме тех, которые специально отмечены)
1. «Wake Up Call» — 5:15
2. «Come with Me» — 4:34
3. «Testify» — 6:31
4. «Don’t Get Me Started» — 4:41
5. «Swing Low» — 5:08
6. «It’s Not Too Late» — 3:59
7. «This Love This Heart» — 4:04
8. «Driving Me Crazy» — 4:37
9. «The Least You Can Do» (Слова: Фил Коллинз/Музыка: Дэрил Стюрмер[англ.]) — 4:21
10. «Can’t Stop Loving You» (Слова и музыка: Билли Никколз) — 4:17
11. «Thru My Eyes» — 5:07
12. «You Touch My Heart» — 4:42

### Версия альбома, изданная вЯпонии
13. «High Flying Angel» — 4:44

## Хит-парады
| Чарт (2002) | Место |
| ----------- | ----- |

| Чарт (2003) | Место |
| ----------- | ----- |

## Участники записи
- Фил Коллинз — вокал, все инструментальные партии во всех композициях (кроме тех, где есть дополнительные указания)
- Дэрил Стюрмер[англ.] — гитара (9, 10)
- Тим Пирс (англ. Tim Pierce) — гитара
- Пол Бушнел (англ. Paul Bushnell) — бас-гитара (3—10)
- Джейми Махоберек (англ. Jamie Muhoberac) — клавишные (9, 10)
- Эрик Райглер (англ. Eric Rigler) — ирландская волынка (9)
- Джеймс Сангар (англ. James Sangar) — дополнительное программирование (1—5, 11)